# Hyperpolitik
Hyperpolitik (Untertitel: Extreme Politisierung ohne politische Folgen) ist ein Buch des belgischen Historikers Anton Jäger, das 2023 als Originalausgabe in der edition suhrkamp erschien. Das Manuskript wurde von Jäger in englischer Sprache verfasst und von Daniela Janser, Thomas Zimmermann sowie Heinrich Geiselberger übersetzt. Mit dem von Peter Sloterdijk entlehnten Begriff Hyperpolitik beschreibt Jäger eine zunehmende Politisierung breiter Bevölkerungsschichten, die sich in kurzfristig geäußerten Bekenntnissen ausdrückt, doch politisch folgenlos bleibt.

## Inhalt
Jägers Argumentation basiert auf einem zweiachsigen Vierfeldschema. Eine Achse weist auf den Grad der Politisierung einer Gesellschaft; die andere auf den ihrer Institutionalisierung (Soziale Vernetzung in Parteien, Familien, Gewerkschaften, Vereinen, Kirchen und Verbänden).
Die Massenpolitik vom späten 19. Jahrhundert bis etwa 1990 sei Ausdruck einer hohen Politisierung und auch Institutionalisierung (Bindung an Familie, Kirche, Vereine, Parteien, Gewerkschaften) gewesen. Wer solche Bindungen löste, schloss sich aus. Darauf folgte eine Phase der Postpolitik mit niedriger Politisierung und ebenso niedriger Institutionalisierung. In dieser Zeit verloren Kirchen, Gewerkschaften und Parteien massenhaft Mitglieder. Politik wurde nur noch von Berufspolitikern, Technokraten und PR-Teams gemacht. Nach der Bankenkrise 2008 kam es zu einer teilweisen Repolitisierung der Bevölkerung, jedoch ohne entsprechende Re-Institutionalisierung. Diese Phase der Antipolitik drückte sich im Protest gegen umstrittene Maßnahmen des politischen Establishments aus und manifestierte sich als Protest gegen die bestehende politische Ordnung in Occupy Wall Street, den Brexiters, der Vorwahlkandidatur Bernie Sanders’ und der Präsidentenwahl Donald Trumps. Hier erkennt Jäger eine hohe Politisierung gegenüber einer geringen Institutionalisierung. Als Reaktion auf derartige Antipolitik und als Reaktion auf die Vielfachkrise (Banken, Migration, Klima) kam es zu einer Repolitisierung der Gesellschaft als Ganzes – jedoch ebenfalls ohne Re-Institutionalisierung. Diese Form der Politik nennt Jäger Hyperpolitik.
Habe der Populismus mit seiner klaren „Anti-Logik“ immerhin einen erkennbaren ideologischen Vektor, bleibe die Hyperpolitik in dieser Hinsicht ein überaus „volatiles und diffuses Phänomen.“ Die Antipolitik in populistischen Parteien hätte bereits erste Schritte in Richtung ihrer Institutionalisierung gemacht, Hyperpolitik bezeichne dagegen eher eine allgemeine Atmosphäre ohne Akteure mit Handlungsmacht. So gesehen stelle Hyperpolitik eine Intensivierung der Antipolitik dar, „einen Modus der viralen Panik, wie sie typisch ist für das beschleunigte Internetzeitalter mit seinen kurzen Hype- und Empörungszyklen.“
Hyperpolitik ist laut Jäger zuallererst „eine eminent marktkonforme Variante der Politik, sowohl ihrer Form als auch ihrem Inhalt nach. Märkte bieten Exit-Optionen und sind ihrem Wesen nach auf Kurzfristigkeit angelegt.“
Nachhaltige linke Politik sei nur via Re-Institutionalisierung denkbar: Die Linke werde den Vorsprung der Rechten nur kompensieren und der Polykrise erfolgreich und auf humane Weise begegnen, wenn ausreichend Menschen sich wieder regelmäßig in „freiwilligen Organisationen“ engagieren. Ein Blick auf die immersive Qualität der einstigen Arbeiterbewegung lohne sich.

## Entstehungsgeschichte
Die Argumente des Buches basieren auf mehreren vorher veröffentlichten Zeitschriften-Aufsätzen. Jäger nennt abschließend unter anderem den Aufsatz How the World Went from Post-Politics to Hyper-Politics, erschienen am 3. Januar 2022 in der englischen sozialistischen Wochenzeitung Tribune, der am 19. Januar 2022 übersetzt in der deutschsprachigen Jacobin-Ausgabe erschien. Als einen weiteren Textnachweis nennt Jäger den Jacobin-Beitrag From Bowling Alone to Posting Alone vom 12. Mai 2022, der am 30. März 2023 übersetzt im deutschsprachigen Jacobin-Magazin erschien. Als dritten von insgesamt elf Vorgängertexten erwähnt Jäger Everything Is Hyperpolitical, der am 22. Februar 2023 in The Point Magazine erschien und am 11. Mai 2023 übersetzt als Die neuen Aufstände jenseits von Nostalgie und Zukunftseuphorie in der Schweizer Wochenzeitung WOZ veröffentlicht wurde. Die Aufsatz-Versionen flossen laut Jäger als Grundlage der deutschen Übersetzung auch in die Buchfassung ein.

## Rezeption
In ihrer Rezension für die Süddeutsche Zeitung bezeichnet Nele Pollatschek Hyperpolitik als sehr gutes Buch, das keinen Spaß macht. Sehr gut sei es, weil es die Gegenwart präzise erfasse, „mit ihren wöchentlichen Shitstorms, ihren offenen Briefen und Regenbogen-Kapitänsarmbinden, ihrem Greenwashing und Queerbaiting.“ Keinen Spaß mache es, weil die Diagnose für alle, die nicht explizit rechtskonservativ sind, so vernichtend sei. Denn sollte der Faktor, der zu anhaltendem und somit erfolgreichem politischen Handeln führt, tatsächlich die soziale Verbundenheit in Institutionen sein, habe die Rechte einen klaren Vorteil. Während Schützenvereine und Burschenschaften eine Renaissance erleben könnten, sei es in Zeiten von Digitalisierung und Home-Office eher unwahrscheinlich, dass sich Linke noch einmal in Fabriken verbrüdern. Jäger verweise auf Studien, nach denen Donald Trump besonders dort erfolgreich war, wo die Menschen über stabile Bindungen (soziales Kapital) verfügten. Gleiches gelte für die NSDAP.
Zeit-Rezensent Matthias Warkus kritisiert den Mangel des Buches an empirischer Sozialforschung. Der Text sei garniert mit Zitaten von Guy Debord und Jean Baudrillard, Annie Ernaux, Peter Sloterdijk und vor allem Michel Houellebecq. Jäger präsentiere einen kurzen Durchgang durch Houellebecqs gesamtes Romanwerk und erwähne dabei nirgendwo dessen wichtigste Themen: Sex, Geschlechterverhältnisse, frustrierte Männlichkeit. Dennoch werde Houellebecq durch das gesamte Buch hindurch wieder und wieder als Kronzeuge für Entpolitisierung und Atomisierung der westlichen Gesellschaften aufgerufen. Auch der „internationale Popstar der Milieuerklärer“, Didier Eribon, komme zu Wort. Jäger selbst warne im Text zweimal davor, dass es eine systematische Verarbeitung empirischer Befunde in seinem Buch nicht gebe. Seine Aussagen zu sozialen Bindungen stütze Jäger auf Befragungen in der Hochphase der Covid-Pandemie, die begreiflicherweise wenig repräsentativ seien, und auf Robert Putnams berühmte Studie Bowling Alone, die umstritten sei und zudem ein Vierteljahrhundert alt.
Warkus bemängelt weiter, dass ökonomische Aspekte im Buch nicht vorkommen, was bei einem erklärten Marxisten wie dem Verfasser verwunderlich sei. Hyperpolitik sei sichtlich für ein Publikum geschrieben, das von der Richtigkeit eines marxistischen Gesellschafts- und Geschichtsbildes so sehr überzeugt sei, dass man im Grundsatz nicht mehr dafür zu argumentieren brauche. Das dürfte mit der Entstehungsgeschichte des Buches zu tun haben, das seinen Anfang als Tweet nahm und über eine Reihe von Artikeln in populär-marxistischen Zeitschriften wie Jacobin weiterentwickelt wurde. Der dort zu erwartenden Leserschaft brauche nicht mehr erklärt werden, was „progressiver Neoliberalismus“ ist oder warum der schlecht ist, dass die Individuen in westlichen Industrieländern heute „atomisiert“ sind und warum. Für ein solches Publikum sei Hyperpolitik ein geradezu ideales Buch. Es transportiere mit seinen Bezügen auf wohlklingende Theoretiker und irgendwie rebellisch wirkende Gewährsleute wie Houellebecq eine „linke Coolness“, die gleichzeitig auf eine Art retro und aktuell sei. Eine Erläuterung umstrittener Befunde finde aber nicht statt; niemand müsse bei der Lektüre an irgendetwas Liebgewonnenem zweifeln. Jägers Welt sei eine sehr eindeutige. Es bleibe offen, welchen Wert ein Buch, das seinen Gegenstand derartig selektiv betrachtet und ihn vor dem Hintergrund derartig umfangreicher theoretischer Unterstellungen beschreibt, für ein breites Publikum über dieses Milieu hinaus haben soll.
Für den Rezensenten der Frankfurter Allgemeinen Zeitung, Oliver Weber, fordert der Titel dazu auf, sich dem neuen Phänomen mit vollem Ernst zu widmen. Umso ernüchternder sei es, dass der Autor die Chance nicht genutzt habe, den Implikationen seines Gedankens ausdauernder nachzugehen. Weber schlägt vor, das Buch nur als eine Einführung zu betrachten und die Bewegungsgesetze hyperpolitischer Zustände künftig genauer zu studieren.
Für Tobias Obermeier (Jungle World) ist Jägers Diagnose trotz mancher blinder Flecken in der Darstellung einleuchtend: „Wir leben in einer Zeit intensiver politischer Erhitzung, die einhergeht mit einem Tiefstand institutioneller Organisierung. Die politisierte Masse geht aus höchst instabilen Verkettungen hervor, die sich in den digitalen Informationsströmen innerhalb kürzester Zeit bilden, vereinzelt auch den Weg auf die Straße finden, ehe sie wieder wirkungslos in ihre Einzelteile zerfallen.“